# لويز إيموجن غوني
لويز إيموجن غوني (بالإنجليزية: Louise Imogen Guiney)‏ هي كاتبة قصص قصيرة وكاتِبة وشاعرة أمريكية، ولدت في 7 يناير 1861 في Roxbury, Boston ‏ في الولايات المتحدة، وتوفيت في 2 نوفمبر 1920.

## وصلات خارجية
- لويز إيموجن غوني على موقع الموسوعة البريطانية (الإنجليزية)
- لويز إيموجن غوني على موقع إن إن دي بي (الإنجليزية)